# Grzmiąca (gromada w powiecie szczecineckim)
Grzmiąca – dawna gromada, czyli najmniejsza jednostka podziału terytorialnego Polskiej Rzeczypospolitej Ludowej w latach 1954–1972.
Gromady, z gromadzkimi radami narodowymi (GRN) jako organami władzy najniższego stopnia na wsi, funkcjonowały od reformy reorganizującej administrację wiejską przeprowadzonej jesienią 1954 do momentu ich zniesienia z dniem 1 stycznia 1973, tym samym wypierając organizację gminną w latach 1954–1972.
Gromadę Grzmiąca z siedzibą GRN w Grzmiącej utworzono – jako jedną z 8759 gromad na obszarze Polski – w powiecie szczecineckim w woj. koszalińskim na mocy uchwały nr 43/54 WRN w Koszalinie z dnia 5 października 1954. W skład jednostki weszły obszary dotychczasowych gromad Grzmiąca, Lubogoszcz, Wielawino i Sucha ze zniesionej gminy Grzmiąca w tymże powiecie. Dla gromady ustalono 15 członków gromadzkiej rady narodowej.
1 stycznia 1958 do gromady Grzmiąca włączono obszary zniesionych gromad: Czechy (oprócz wsi Krągłe, Stare Łozice i Nowe Łozice) i Mieszałki (oprócz wsi Nosibądy i Kłośno) w tymże powiecie.
31 grudnia 1968 do gromady Grzmiąca włączono obszar zniesionej gromady Iwin (bez wsi Nowy Chwalim, Przeradz, Radomyśl i Kurowo) w tymże powiecie.
Gromada przetrwała do końca 1972 roku, czyli do kolejnej reformy gminnej. 1 stycznia 1973 w powiecie szczecineckim reaktywowano gminę Grzmiąca.